# Yeti (Album)
Yeti ist das zweite Album der deutschen Psychedelic-Rock-Band Amon Düül II. Die Doppel-LP wurde im April 1970 veröffentlicht. Es gilt als eines der frühen den Krautrock definierenden Alben.

## Entstehung
Nach der Veröffentlichung ihres ersten Albums Phallus Dei war es Amon Düül II in Verhandlungen mit der Plattenfirma gelungen für den Nachfolger ein Doppelalbum durchzusetzen.

„Da wurde der Großaufstand gemacht, der Plattenfirma eine Doppel-LP reingeröngt. Gespenstisch!“

Die Aufnahmen fanden im Januar 1970 statt.
Auf dem Stück Sandoz in the Rain wirkten Musiker der ersten Formation von Amon Düül um der alten Zeiten willen mit. Der Schweizer Konzern Sandoz, der LSD produziert hatte, versuchte gegen diesen Titel zu klagen.

## Stil und Rezeption
Die erste Platte des Doppelalbums enthält sieben komponierte Stücke, darunter die über 13 Minuten lange Suite Soap Shop Rock, die mit ihrem Wechsel zwischen lyrischen, besinnlichen Passagen und mehr kraftvollen, klanggeladenen an das Frühwerk King Crimsons erinnert. Die zweite Platte enthält drei improvisierte Stücke, von denen der Schocker Sandoz in the Rain nach Stewart Mason (Allmusic) als Geburt des Space Rock angesehen werden kann. Allmusic gab dem Album in seiner Bewertung viereinhalb von fünf möglichen Sternen. Ingeborg Schober lobt in ihrem Buch über Amon Düül die Texte, in denen Absurdes und Altertümliches mit feinem Humor versponnen war und meint Archangels Thunderbird hätte sicher Hit-Chancen gehabt, wenn es nicht ausgerechnet in Deutschland erschienen wäre. Im Juni 2015 wählte das renommierte Fachblatt Rolling Stone das Album auf Platz 41 der 50 besten Progressive-Rock-Alben aller Zeiten.

## Cover
Das Cover wurde von Falk Rogner, dem Organisten der Band, gestaltet. Für die Photomontage verwendete er eine Photographie des ehemaligen Amon-Düül-Mitglieds Wolfgang Krischke als Sensenmann. Er ist kurz danach unter Drogeneinfluss während eines Spaziergangs in einem Wald bei Kronwinkl erfroren.

## Titelliste
Alle Stücke wurden von Amon Düül II geschrieben.

### Seite 1
1. Soap Shop Rock
  1. Burning Sister – 3:41
  2. Halluzination Guillotine – 3:05
  3. Gulp a Sonata – 0:45
  4. Flesh-Coloured Anti-Aircraft Alarm – 5:53
2. She Came Through the Chimney – 3:56

### Seite 2
1. Archangels Thunderbird – 3:30
2. Cerberus – 4:18
3. The Return of Rübezahl – 1:35
4. Eye-Shaking King – 6:37
5. Pale Gallery – 2:11

### Seite 3
1. Yeti (Improvisation) – 18:00

### Seite 4
1. Yeti Talks to Yogi (Improvisation) – 6:06
2. Sandoz in the Rain (Improvisation) – 8:55

Gastmusiker bei Sandoz in the Rain:
- Rainer Bauer: Gitarre, Gesang
- Ulrich Leopold: Bass
- Thomas Keyserling: Flöte

Archangels Thunderbird wurde als Single ausgekoppelt (Liberty 15355; B-Seite: Excerpt from Soap Shop Rock).